# Championnats d'Europe de pentathlon moderne 2012
Navigation
Édition précédente Édition suivante
Les Championnats d'Europe de pentathlon moderne 2012 se sont tenus à Sofia en Bulgarie.

## Podiums

### Hommes
| Épreuves    | Or                                                    | Argent                                                           | Bronze                                                       |
| ----------- | ----------------------------------------------------- | ---------------------------------------------------------------- | ------------------------------------------------------------ |
| Individuel  | Italie Riccardo De Luca                               | Hongrie Róbert Kasza                                             | Hongrie Bence Demeter                                        |
| Par équipes | Russie Ilia Frolov Aleksander Lesun Andrey Moiseev    | Hongrie Bence Demeter Róbert Kasza Ádám Marosi                   | Tchéquie Jan Kuf Michal Michalík Michal Sedlecký             |
| Relais      | Russie Ilia Frolov Sergueï Kariakine Aleksandr Savkin | Ukraine Pavlo Kirpulyanskyy Ruslan Nakonečnyj Oleksandr Mordasov | Biélorussie Michail Micik Aljaksandr Vasilionak Raman Pinčuk |

### Femmes
| Épreuves    | Or                                                                  | Argent                                                            | Bronze                                              |
| ----------- | ------------------------------------------------------------------- | ----------------------------------------------------------------- | --------------------------------------------------- |
| Individuel  | Lituanie Laura Asadauskaitė                                         | Ukraine Iryna Khokhlova                                           | Ukraine Hanna Buriak                                |
| Par équipes | Russie Evdokia Gretchichnikova Ekaterina Khuraskina Donata Rimšaitė | Royaume-Uni Katy Burke Heather Fell Freyja Prentice               | Hongrie Leila Gyenesei Sarolta Kovács Adrienn Tóth  |
| Relais      | Russie Donata Rimšaitė Anna Savčenko Svetlana Lebedeva              | Pologne Sylwia Gawlikowska Katarzyna Wójcik Aleksandra Skarzyńska | Royaume-Uni Freyja Prentice Heather Fell Katy Burke |

### Mixtes
| Épreuves | Or                                                   | Argent                                        | Bronze                                 |
| -------- | ---------------------------------------------------- | --------------------------------------------- | -------------------------------------- |
| Relais   | Biélorussie Anastasiya Prokopenko Mikhail Prokopenko | Lituanie Laura Asadauskaitė Justinas Kinderis | Tchéquie Natalie Dianová David Svoboda |